# Paloma Bloyd
Paloma Juliana Bloyd Dubra (* 6. März 1988 in Chicago, Illinois, Vereinigte Staaten) ist eine spanisch-amerikanische Schauspielerin.

## Leben
Paloma Bloyd wuchs in Spanien, Florida und Chicago, der Heimatstadt ihres US-amerikanischen Vaters, auf. Sie studierte am College Psychologie, ehe sie sich für die Schauspielerei zu interessieren begann. Ihre professionelle Ausbildung erhielt Paloma Bloyd am Actors’ Studio von Chicago. Zu dieser Zeit sammelte sie erste praktische Erfahrungen in mehreren Theaterstücken vor Ort. Anschließend wirkte die Nachwuchskünstlerin in Florida als Moderatorin einer Musiksendung namens Chocolate Mix für den Sender Channel 43. Im spanischen Gijón setzte sie ihr Schauspielstudium an der Escuela Superior de Arte Dramático fort und beteiligte sich an dem Wettbewerb Supermodelo 2007 auf, wo sie das Halbfinale erreichte.
Seit 2008, als Paloma Bloyd in Woody Allens Theaterstück Adulterios mitwirkte, begann sie regelmäßig auf der Bühne zu stehen und trat kurz darauf auch in Fernseh- und Kinofilmproduktionen auf. Sie wirkte vor allem als Episodengast in einer Fülle von Fernsehserien mit, in der Serie Cuentemé como pasó hat Paloma Floyd seit 2017 mit der Mathematikerin Deborah Stern eine durchgehende Rolle. 2012 spielte die fließend amerikanisches Englisch sprechende Halbspanierin an der Seite der US-Stars Bruce Willis, Sigourney Weaver und Henry Cavill in dem Thriller The Cold Light of Day mit, ein Jahr darauf erhielt Paloma Bloyd die weibliche Hauptrolle der bezaubernden Schülerin Niki, die sich in der Liebesromanze Entschuldige, ich liebe Dich! in einen zwanzig Jahre älteren Mann verliebt. 2017 spielte die Künstlerin die tragende Nebenrolle der Melissa in Terry Gilliams international produziertem Kinofilm The Man Who Killed Don Quixote.

## Filmografie
ohne Gastrollen in Fernsehserien:
- 2009: Marisa (Kurzfilm)
- 2010: Atracones (Kurzfilm)
- 2011: No habrá paz para los malvados
- 2012: The Cold Light of Day
- 2012: I Feel Lost (Kurzfilm)
- 2014: Entschuldige, ich liebe Dich! (Perdona si te llamo Amor)
- 2015: Little Galicia
- 2018: The Man Who Killed Don Quixote
- 2020: American Carnage
- 2017–2021: Cuentemé como pasó (TV-Serie, durchgehende Rolle)
- 2023: The Pope’s Exorcist